# Sisarahili Bawolato
Sisarahili Bawolato is een bestuurslaag in het regentschap Nias van de provincie Noord-Sumatra, Indonesië. Sisarahili Bawolato telt 3558 inwoners (volkstelling 2010).